# Орап, Иван Григорьевич
Иван Григорьевич Орап (30 марта 1903, Кобыжча, Кобыжчинская волость, Козелецкий уезд, Черниговская губерния, Российская империя — 10 ноября 1991, Тернополь) — украинский советский деятель, заместитель председателя исполнительного комитета Тернопольского областного совета депутатов трудящихся. Депутат Верховного Совета УССР 1-2-го созывов (1940—1951).

## Биография
Родился 30 марта 1903 года в многодетной семье железнодорожника в селе Кобыжча, теперь Бобровицкого района, Черниговская область, Украина. Отец рано умер. Окончил начальную железнодорожную школу, батрачил у помещиков и зажиточных крестьян.
С 1918 года работал молотобойцем в паровозном депо Киева. Потом был молотобойцем и кузнецом Дарницких железнодорожных мастерских в Киеве. В 1922 году вступил в комсомол.
Член ВКП(б) с 1929 года.
В конце 1929 года был направлен партией в числе «двадцатипятитысячников» проводить коллективизацию в украинских селах. Был избран председателем правления сельскохозяйственной коммуны села Семиполки Броварского района на Киевщине. С 1931 года возглавлял колхоз в селе Летки Броварского района, а с 1932 года — проводил коллективизацию в селе Гоголев Киевской области, где возглавлял сельский совет.
С мая 1936 года год учился в Харьковском коммунистическом университете имени Артема. В 1937 году окончил курсы директоров машинно-тракторных станций (МТС). В апреле 1937 — декабре 1938 года — директор Григорьевской машинно-тракторной станции (МТС) Обуховского района Киевской области. В декабре 1938 — ноябре 1939 года — председатель исполнительного комитета Обуховского районного совета депутатов трудящихся Киевской области.
После присоединения Западной Украины к СССР в сентябре 1939 года направлен на работу председателем временного управления Каменецко-Струмиловского уезда (теперь — Каменко-Бугский район) Тернопольского воеводства, откуда был избран депутатом народного собрания Западной Украины.
В ноябре 1939 — июне 1941 года — заместитель председателя исполнительного комитета Тернопольского областного совета депутатов трудящихся. В июле 1940 года был назначен председателем Сороцького уездного комитета Бессарабии, но после образования Молдавской ССР вернулся в Тернополь.
С июня 1941 года — в Красной армии на политической работе, участник Великой Отечественной войны. Служил инспектором политического отдела 1-й гвардейской артиллерийской дивизии Резерва главного командования 70-й и 60-й армий; заместителем командира по политической части 8-го запасного артиллерийского полка, секретарем партийной организации 1-й гвардейской артиллерийской дивизии Резерва главного командования. Воевал на Юго-Западном, Сталинградском, Донском, Центральном, 1 Украинском фронтах.
В феврале 1946—1952 годах — заместитель председателя исполнительного комитета Тернопольского областного совета депутатов трудящихся. В 1952—1962 годах — заведующий отделом колхозного строительства исполнительного комитета Тернопольского областного совета депутатов трудящихся. В 1962—1971 годах — начальник отдела колхозного строительства и заготовок исполнительного комитета Тернопольского областного совета депутатов трудящихся; начальник отдела строительных материалов Тернопольского областного межколхозстроя.
С 1971 года — персональный пенсионер.
Умер 10 ноября 1991 года в Тернополе.

## Звание
- гвардии майор

## Награды
- орден Ленина
- орден Октябрьской Революции
- орден Отечественной войны 1-й ст. (12.03.1944)
- два ордена Отечественной войны 2-й ст. (16.11.1943, 1985)
- два ордена Красной Звезды (8.08.1943, 31.05.1945)
- три ордена «Знак Почета» (23.01.1948, 26.02.1958, ?)
- медаль «За оборону Сталинграда»
- медаль «За победу над Германией в Великой Отечественной войне 1941—1945 гг.»
- большая серебряная медаль Всесоюзной сельскохозяйственной выставки (1938)
- медали
- почетный гражданин города Тернополя (1973)